# Comté de Saint Clair (Alabama)
Pour les articles homonymes, voir Comté de Saint Clair.
Le comté de Saint Clair (souvent abrégé en St. Clair) est un comté des États-Unis situé dans l'État de l'Alabama.

## Démographie
| 1820  | 1830  | 1840  | 1850  | 1860   | 1870  | 1880   | 1890   |
| ----- | ----- | ----- | ----- | ------ | ----- | ------ | ------ |
| 4 166 | 5 975 | 5 638 | 6 829 | 11 013 | 9 360 | 14 462 | 17 353 |

| 1900   | 1910   | 1920   | 1930   | 1940   | 1950   | 1960   | 1970   |
| ------ | ------ | ------ | ------ | ------ | ------ | ------ | ------ |
| 19 425 | 20 715 | 23 383 | 24 510 | 27 336 | 26 687 | 25 388 | 27 956 |

| 1980   | 1990   | 2000   | 2010   | - | - | - | - |
| ------ | ------ | ------ | ------ | - | - | - | - |
| 41 205 | 50 009 | 64 742 | 83 593 | - | - | - | - |